# Venasa
Venasa o Οὐήνασα fou una important ciutat del districte de Morimene a Capadòcia, que tenia un famós temple de Zeus al qual pertanyien fins a tres mil esclaus. El gran sacerdot rebia una renda anyal de 50 talents que es treien del producte de les terres del temple; el seu càrrec era vitalici i era la tercera persona en rang del regne després del rei i del gran sacerdot de Comana.
Correspon més o menys a la ciutat turca moderna d'Avanos.